# フルコンタクト空手
フルコンタクト空手（フルコンタクトからて、英語: Full contact karate）は、空手の形式の一つで、直接打撃制（フルコンタクト）の組手競技や直接打撃制の稽古体系を採用している会派や団体のことである。

## 概要
日本では、極真会館に代表されるグローブ、防具なしの直接打撃制空手を指す場合が多い。また、伝統派空手との対比としても使われることがある。 
広義では防具付き空手を含む。元々防具付き空手の組手競技ルールは寸止め空手やフルコンタクト空手よりも歴史が古く、空手界で最初の全国大会である全国空手道選手権大会も防具付きルールで行われていた。
アメリカ合衆国では1970年代に設立されたプロ空手協会や世界キックボクシング協会（WKA）など、ボクシンググローブ着用のアメリカンキックボクシングを指す。ベニー・ユキーデらが初来日した1977年の日本では、アメリカンキックボクシングをマーシャルアーツという名で紹介していた時期もあった。ユキーデの著書にも『実戦フルコンタクトカラテ』（1982年）と使用され、アメリカでは一般的であったポイント制のライトコンタクト（セミコンタクト）ルールとの対義語的な意味ももっていた。
かつて福昌堂から「月刊フルコンタクトKARATE」という雑誌が発行されており、この雑誌は広義に「フルコンタクトカラテ」を捉え、極真的スタイルだけでなく、新空手、キックボクシングなども取材していた。

## 歴史

### 沖縄時代
沖縄では琉球王国時代から、那覇の遊郭・辻町で掛け試し（琉球方言：カキダミシ）と呼ばれる野試合が行われていた。掛け試しはしばしば辻斬りのように解説され、実際そのような問答無用の勝負も確かにあったが、一般には立会人をともない、ルールに則った顔面、急所への正拳・貫手有りの、もしくはライトコンタクトによる組手試合であった。日が暮れると、提灯を掲げて試合を行い、ある程度勝負がつくと立会人が試合を中止させた。試合後は講評を行い、それぞれの技や熟練度について、立会人も含めてお互いにアドバイスをしたのである。掛け試しの実践者は無敗を誇った本部朝基が有名だが、屋部憲通、喜屋武朝徳など当時の大家も掛け試しを行って、組手技術の向上を目指していた。但し、後述する大山倍達らによる「フルコンタクト＝直接打撃制」とは全く異なるものである。

### 戦前

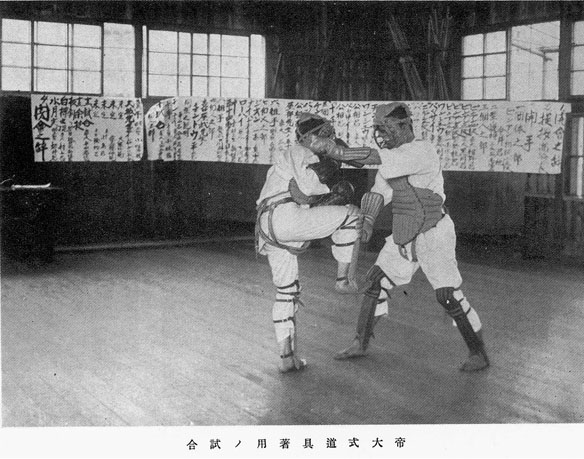
東大の防具付き空手試合（昭和4年）。先駆的試みだったが、制度として定着せず短命に終わった。

空手が本土に伝えられた時、この伝統はいったん途切れるが、これは船越義珍が自由組手や組手試合を否定したことが直接の原因である。船越が空手の試合化を否定した動機は不明だが、初期の高弟であった大塚博紀（和道流）や小西康裕（神道自然流）によると、船越は当初15の型を持参して上京したが、組手はほとんど知らなかったという。このため初期の本土空手は型の稽古が中心で、組手はほとんど行われていなかったのである。
しかし、日本武術では当時すでに柔道や剣道などで試合が行われており、空手に試合がないというのは、本土の空手修業者にとっては理解しがたいことであった。このため、昭和2年（1927年）、東京帝国大学の唐手研究会が独自に防具付き空手を考案し、空手の試合を行うようになった。これを主導したのは坊秀男（後の和道会会長・大蔵大臣）らであったが、これに激怒した船越は昭和4年（1929年）、東大師範を辞任する事態にまで発展した。この後数年間、東大は師範のいない暗黒時代が続き、この時いったん空手の試合化の芽は絶たれたのである。本土ではほかに、摩文仁賢和や山口剛玄（剛柔会）なども独自に防具付き空手を研究していたが、制度として定着するまでには至らなかった。いずれにしろ、戦前の空手家たちが目指したのは、防具着用による直接打撃制空手であった。

### 戦後

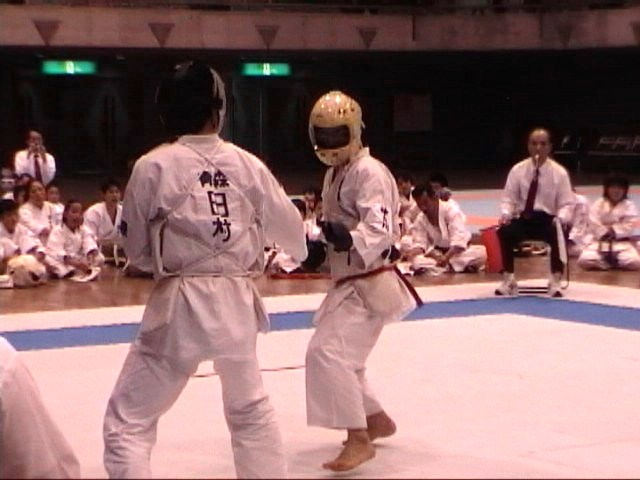
錬武会の組手。現在はストロングマンを着用している。

戦後、防具付き空手は当時九段下に所在した全日本空手道連盟錬武会の前身・韓武舘（館長・尹曦炳（インギヘイ））で復活する。韓武舘は遠山寛賢の高弟らによる無流派主義の道場であったが、組手稽古に剣道の防具を用いた。これは当時、武道禁止令によって剣道が禁止されていたため、剣道の防具が余っていたからである。昭和21年（1946年）、韓武舘は剣道の防具を改良したカラテクターという防具を開発し、早くも全国空手道選手権大会（現在の全国防具付空手道選手権大会）を開催した。この、韓武館の防具付き空手を主導したのは、戦後の空手言論界をリードした金城裕（当時、副館長）であった。韓武館には大山倍達もよく顔を出して巻藁などを突いていたが、この時、大山は防具付き空手にあまり関心を示さなかったと言われる。
一方、韓武館の防具付き空手とは別に、グローブ着用による直接打撃制の空手試合の実現を目指す空手家がいた。本部朝基の高弟で、日本拳法空手道の開祖・山田辰雄である。山田は昭和30年（1955年）頃からグローブ着用による組手の稽古を始め、アマチュアボクシングの試合にも門弟を参加させていた。また、これより前の昭和26年（1951年）頃から、大山倍達や森良之佑（日本拳法）らも出稽古に訪れ、山田の実戦空手を吸収していった。
昭和34年（1959年）11月、山田は新スポーツ「空手ボクシング（仮称）」の構想を明らかにし、フルコンタクトによる空手の試合化実現を目指すと発表した。また、この頃、ムエタイの選手を招聘して、ムエタイの研究も始めた。また、後にキックボクシングを誕生させる野口修とも、この頃親交を結んでいる。昭和37年（1962年）、山田は後楽園ホールにて、第一回空手競技会を開催した。これは、のちのフルコンタクト空手誕生につながる画期的な試みであったが、当時の空手界からは黙殺され、新聞記事でも「ナグるケる木戸ご免」、「正統派？うたう空手競技会」などと酷評された。山田の早すぎた試みは結局挫折に終わり、昭和42年（1967年）、山田は志半ばで死去する。しかし、山田のまいた種は、一方は野口修によるキックボクシングの誕生、他方は大山倍達によるフルコンタクト空手の誕生へと受け継がれていくことになる。

### 極真カラテの誕生
大山倍達が始めたフルコンタクト空手は、しばしば空手界からは異端視され、また本人もそのような受け取られ方をある種肯定していた側面はあるが、実際にはその起源は大山倍達が所属していた剛柔流にある。山口剛玄や曺寧柱らが率いた本土の剛柔流は、戦前から独自に「チョッパー」と呼ばれる防具付き空手を、戦後は「当て止め」というライトコンタクト空手を実践していた。剛柔流は後に寸止めルールに移行するが、大山が学んでいた頃の剛柔流は、防具付き空手もしくはライトコンタクト（セミコンタクト）による空手だったのである。
大山はその後、山田辰雄や森良之佑との親交を通じて、ますます直接打撃制空手の実現へと傾斜していくが、そもそも彼の空手修業の出発点からして、「当てる空手」は当たり前だったのである。大山は昭和31年（1956年）、東京池袋に大山道場を開設した。当初は剛柔流所属であったが、この当時からすでにフルコンタクトによる組手練習を行っていた。後にルール上の対立から袂を分かち、昭和39年（1964年）、大山は正式に国際空手道連盟極真会館を立ち上げる。昭和44年（1969年）9月には、直接打撃制による第1回オープントーナメント全日本空手道選手権大会を開催した。
発足当初は町道場規模であったが、昭和46年（1971年）から大山を主人公にした漫画「空手バカ一代」の連載が始まると、爆発的なブームが起こり、極真会館は急成長を遂げていく。極真カラテの成功は、漫画人気によるところが大であるが、それ以外にも大山の精力的な執筆活動、メディアを通じての宣伝など、空手家としては異例の自己プロデュース力を持っていた。こうして、戦前から再三挫折を余儀なくされてきた直接打撃制空手は、極真会館がはじめて体系化に成功し、社会的認知を得たのである。

### 全日本フルコンタクト空手道連盟の発足
2013年3月に発起人である新極真会の緑健児とJKJOの渡辺正彦の呼びかけで新極真会、極真連合会、芦原会館、JKJOフルコンタクト委員会所属道場を中心に219流派団体が集まり全日本フルコンタクト空手道連盟（JFKO）が発足した。
いわゆる極真ルールを採用するフルコンタクト空手諸団体の統括組織と位置付けられ、「フルコンタクト空手のオリンピック種目化」を目標に掲げる。2014年5月には第1回全日本フルコンタクト空手道選手権大会を開催した。

## 分類

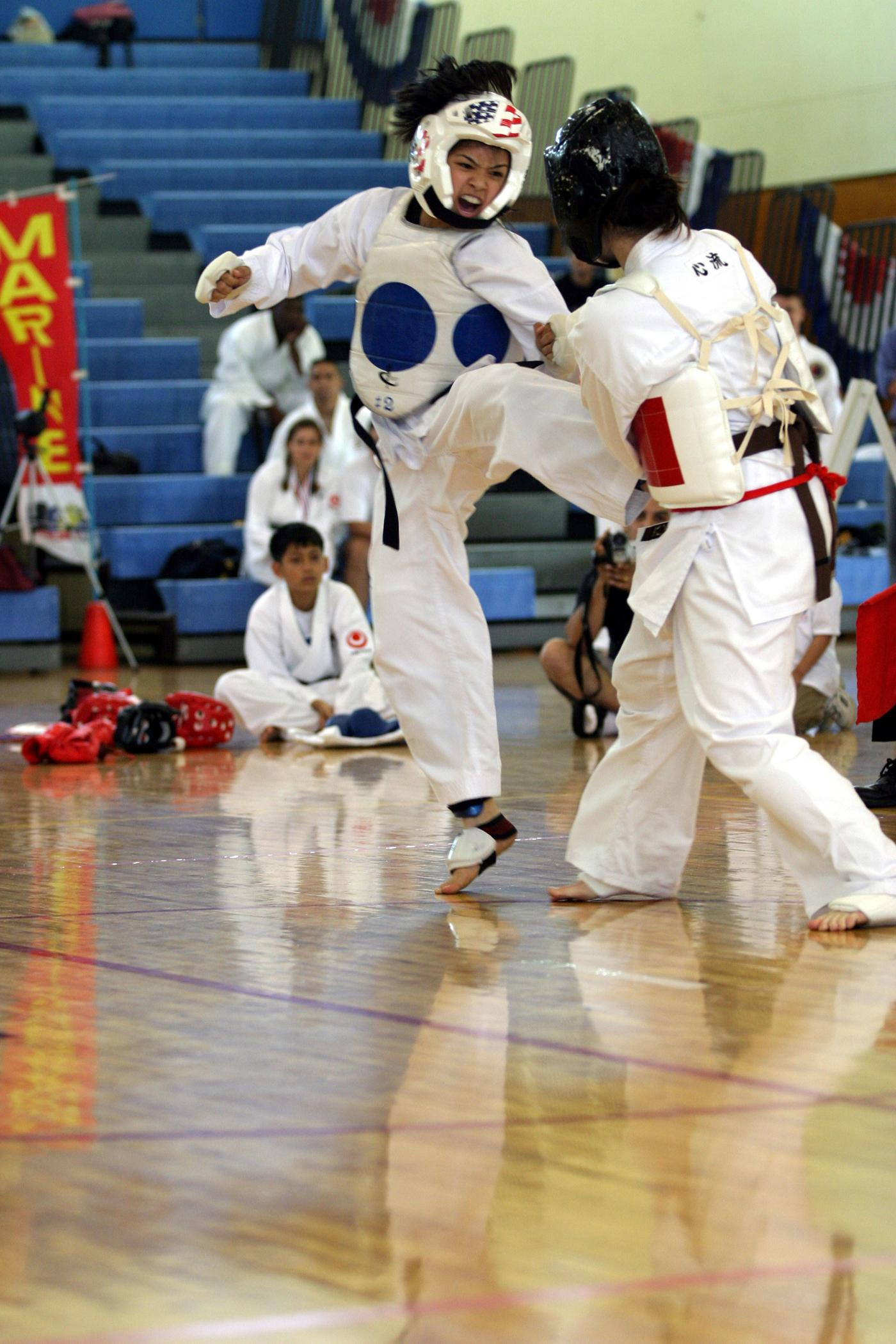
米海兵隊沖縄普天間飛行場でのフルコンタクト空手大会。テコンドーの防具をしているが、現在、日本でよく知られているスタイル。

### 狭義のフルコンタクト空手
極真会館とその分派の多くに代表される「手技による顔面攻撃以外」の直接打撃制ルールを採用する会派のことを指す。しかし、近年では国際FSA拳真館や極真館など一部の試合で手技による顔面への直接打撃を認める会派も増えている。また、最近は幼年部・少年部・壮年部の人口が増加しているため、上級者以外ではヘッドギアやサポーターをつけることが多くなっている。極真会館の分派以外には伝統派空手の分派や、少林寺拳法の分派である白蓮会館、日本傳拳法の流れを汲む士衛塾、国際FSA拳真館などがある。

### 総合空手（格闘空手、バーリトゥード空手）
打撃のみならず、投技や寝技なども取り入れ、いわゆる総合格闘技に近い形での試合を行う会派を指す。代表的な会派は真武館、空道の分派である空手道禅道会や空手道誠空会がある。

### アメリカのフルコンタクト空手
フルコンタクト空手のもともとの意味は、アメリカで始められたキックボクシング的なプロ空手のことである。ボクシングとの差異を計るため、1ラウンドにハイキックを8本以上蹴らなくてはならないルールが特徴的。参加選手の出身流派は、沖縄や日本の空手諸流派だけでなく、韓国のテコンドーやアメリカなど欧米諸国で誕生した新興流派の出身者も多い。現在はキックボクシングの一種として“フルコンタクト・キックボクシング”という呼び名で、競技として成熟しつつある。

### グローブ空手
ボクシンググローブを着用し、顔面・頭部への打撃攻撃が許されている。現在日本で行われているグローブ空手は、1974年にアメリカで創立されたプロ空手協会の流れを組んでいる。
試合形式は、選手にボクシンググローブと足パッドを着用させ、1Rにつき8回以上腰から上の蹴り技を出させるルールを採用していた。この規定の回数以上の蹴り技を出させるルールは新空手にも引き継がれた。 なお、拳サポーターや防具を用いてフルに打ち合う形式は「防具付き空手」の諸団体では、第二次世界対戦以前から行われていた。

### POINT&KOルール空手
極真空手に代表されるフルコンタクトスタイルに加えて、相手が防御できない状態で正確な蹴りが入った場合、ダメージの大きさにかかわらず技術点としてポイントを与え、技術的優劣を明確にするPOINT&KOルールで試合をする会派である。胸部への突きとローキックを主体とするスタイルを改め、伝統空手のスピードとフルコンタクト空手の破壊力を取り入れている。主な会派として、佐藤塾や寛水流空手などがある。